# Domínio da Índia
O Domínio da Índia, oficialmente a União da Índia, era um domínio independente na Comunidade Britânica de Nações existente entre 15 de agosto de 1947 e 26 de janeiro de 1950. Até sua criação, o subcontinente indiano, comumente chamado de "Índia" no uso contemporâneo, havia sido governado como um império informal pelo Reino Unido. O império, também chamado de Raj Britânico e às vezes Império Indiano Britânico, consistia em regiões, chamadas coletivamente de Índia Britânica, que eram administrados diretamente pelo governo britânico, e regiões, chamadas de estados principescos, que eram governadas por governantes indianos sob um sistema de supremacia. O Domínio da Índia foi formalizado pela aprovação da Lei de Independência da Índia de 1947, que também formalizou um Domínio independente do Paquistão — compreendendo as regiões da Índia britânica que hoje são Paquistão e Bangladesh. O Domínio da Índia permaneceu "Índia" na linguagem comum, mas foi geograficamente reduzido. Sob a lei, o governo britânico renunciou a toda a responsabilidade de administrar seus antigos territórios. O governo também revogou seus direitos de tratados com os governantes dos estados principescos e os aconselhou a se unirem a uma união política com a Índia ou o Paquistão. Assim, o título de reinado do monarca britânico, "Imperador da Índia", foi abandonado.
O Domínio da Índia surgiu com a divisão da Índia britânica e foi assolado pela violência religiosa. Sua criação foi precedida por um movimento nacionalista anticolonial pioneiro e influente que se tornou um fator importante para acabar com o Raj britânico. Um novo governo foi formado liderado por Jawaharlal Nehru como primeiro-ministro e Vallabhbhai Patel como vice-primeiro-ministro, ambos membros do Congresso Nacional Indiano. Lord Mountbatten, o último vice-rei, permaneceu até junho de 1948 como o primeiro governador-geral independente da Índia.
A violência religiosa logo foi provocada em boa parte pelos esforços de Mahatma Gandhi, mas não antes que o ressentimento contra ele crescesse entre alguns hindus, eventualmente lhe custando a vida. A Patel coube a responsabilidade de integrar os estados principescos do Império Indiano Britânico na nova Índia. Durando até o final de 1947 e a maior parte de 1948, a integração foi realizada por meio de incentivos e, ocasionalmente, ameaças. Tudo correu bem, exceto nos casos do estado de Junagadh, estado de Hyderabad e, especialmente, Caxemira e Jammu, o último levando a uma guerra entre a Índia e o Paquistão e a uma disputa que dura até hoje. Nesse período, a nova Constituição da República da Índia foi redigida. Foi baseado em grande parte na Lei do Governo da Índia, 1935, a última constituição da Índia britânica, mas também refletiu alguns elementos na Constituição dos Estados Unidos e na Constituição da Irlanda. A nova constituição desmentiu alguns aspectos do passado milenar da Índia ao abolir a intocabilidade e desreconhecer as distinções de casta.
Um grande esforço foi feito durante este período para documentar as mudanças demográficas que acompanharam a partição da Índia britânica. De acordo com a maioria dos demógrafos, entre 14 e 18 milhões de pessoas se mudaram entre a Índia e o Paquistão como refugiados da partição, e mais de um milhão de pessoas foram mortas. Um grande esforço também foi feito para documentar a pobreza predominante na Índia. Uma comissão nomeada pelo governo em 1949 estimou a renda média anual de um índio em Rs. 260 (ou $ 55), com muitos ganhando bem abaixo desse valor. O governo enfrentou baixos níveis de alfabetização entre sua população, em breve estimado em 23,54% para homens e 7,62% para mulheres no Censo da Índia de 1951. O governo também iniciou planos para melhorar a situação das mulheres. Ela deu frutos eventualmente na aprovação das leis do código hindu de meados da década de 1950, que proibiam a patrilinearidade, a deserção conjugal e os casamentos infantis, embora a evasão da lei continuasse por anos depois. O Domínio da Índia durou até 1950, quando a Índia se tornou uma república dentro da Commonwealth com um presidente como chefe de estado.